# Schmidt-Linie
Die Schmidt-Linien (nach Theodor Schmidt) sind ein Begriff aus der Kernphysik, Atomphysik und Festkörperphysik. Sie sind das Resultat von Schmidts Untersuchungen zur optischen Hyperfeinstrukturaufspaltung und stellen die Punkte in einem Diagramm dar, in dem die magnetischen Momente verschiedener Kerne über deren Spins aufgetragen sind. Damit ist es möglich, Rückschlüsse auf die innere Struktur der Kerne zu ziehen.
Es liegt die Annahme zugrunde, dass die Spins der Protonen und Neutronen im Kerns sich paarweise sättigen. Das magnetische Moment im Kern wird also nur durch das Leuchtnukleon (= ungepaartes Nukleon) generiert.
Wichtig ist eine Schmidt-Linie auch zur Berechnung der Resonanz-Frequenz des Magnetfeldes bei der Kernspinresonanztomographie.